# Стадии развития группы по Такмену
Стадии развития группы по Такмену (англ. forming, storming, norming and performing) — модель групповой динамики, предложенная американским психологом-исследователем Брюсом Такменом в 1965 году.

## История
Четырёхступенчатая модель групповой динамики была предложена в 1965 году Брюсом Такменом. В 1977 году модель была пересмотрена автором совместно с Мэри-Энн Дженсен. В новую модель была включена финальная пятая стадия — расставание, с целью придания модели большей согласованности и упорядоченности в плане понимания заключительной стадии существования группы.
Первоначальная четырёхступенчатая модель Такмена, объясняющая развитие малой группы актуальна, распространена и широко цитируется в настоящее время. Этому способствует простота рифмующихся и легко запоминающихся стадий (англ. forming, storming, norming and performing). А также потому, что модель была привлекательна для тех, кто сам наблюдал динамику развития группы от её формирования до распада. Модель Такмена имела доказательную базу, основанную на исследованиях в области развития группы за почти 20 лет.

## Дополнительные измерения
Помимо стадий, Такмен описывает развитие группы с точки зрения двух сфер отношений между членами группы: инструментальную и экспрессивную. В качестве результата развития складываются две структуры: групповая (деятельностная) и межличностная активность. Таким образом, данная модель развития группы является двухфакторной.

## Таблица 1. Стадии развития группы
| Стадия развития группы  | Развитие групповой структуры | Решение групповой задачи |
| ----------------------- | --- | --- |
| Формирующая стадия      | Ориентировка членов группы в характере действий друг друга и поиск взаимоприемлемого межличностного поведения в группе            | Ориентировка в задаче |
| Конфликтная стадия      | Внутригрупповой конфликт | Эмоциональный ответ на требования задачи                                                                                        |
| Нормирующая стадия      | Развивается чувство групповой сплочённости, появляются новые стандарты и принимаются новые роли                                   | Открытый обмен интерпретациями, относящимися к делу. Выражаются позиции и мнения членов группы относительно поставленной задачи |
| Стадия функционирования | Внутригрупповые роли становятся гибкими и функциональными. Вопросы, касающиеся структуры группы, решены                           | Межличностная структура становится инструментом решения поставленной задачи, на которую направлена энергия группы               |
| Расставание             | Беспокойство по поводу прекращения функционирования группы. Чувство печали по отношению к членам группы, связанное с расставанием | Создание дальнейших возможностей для решения новых задач                                                                        |

## Стадии

#### Формирующая стадия
На данной стадии формирования личных взаимоотношений члены группы опираются на лидера как на направляющего и безопасного руководителя. Участники группы стремятся к принятию друг друга и чувствуют потребность в уверенности и безопасности. В это время они начинают оценивать друг друга, находя сходства и различия, и определяются предпочтения для будущей подгруппы. Правила поведения на этой стадии направлены на избежание конфликтов и противоречий, а обсуждения чаще всего касаются задач и методов их решения. Чтобы перейти на следующую стадию, участники должны быть готовы рисковать и открыться для возможных конфликтов, отказавшись от избегания тем, которые могут вызвать напряжение.

#### Конфликтная стадия
На следующей стадии групповой работы конкуренция и конфликт в отношениях становятся неизбежными. Члены группы сталкиваются с разнообразием мнений и идей, что приводит к спорам о целях и задачах. В процессе организации работы конфликты влияют на взаимоотношения между участниками. Необходимо принимать во внимание принципы и убеждения группы, что может вызывать проблемы в деловых и личных взаимоотношениях. Для продвижения на следующую стадию требуется пересмотреть стратегии и начать решать возникающие проблемы. Ключевым элементом перехода на следующий этап является способность слушать и уважать мнения других участников группы.

#### Нормирующая стадия
На данной стадии межличностные отношения характеризуются сплочённостью. Участники активно поддерживают друг друга, участвуют в решении общих вопросов. Готовы изменить своё мнение, основываясь на фактах, предоставленных другими участниками. Лидерство распределяется, границы между подгруппами стираются. Уровень доверия растёт, люди начинают чувствовать принадлежность к группе. На этой стадии испытывается облегчение от разрешения конфликтов. На третьей стадии люди делят чувства и идеи, дают и получают обратную связь, творчески решают задачи. Чувствуют себя хорошо, частью эффективной группы. Однако недостатком этой стадии является опасение распада группы и сопротивление изменениям. 

#### Стадия функционирования
На данном этапе группа достигает истинной взаимосвязанности, когда ее члены могут действовать как единое целое с равными возможностями. Роли и полномочия группы динамично согласовываются с потребностями и изменениями внутри группы. Люди становятся более уверенными в себе и не нуждаются в постоянном одобрении. На этом этапе присутствует высокий уровень групповой идентичности, морального духа и лояльности, а также взаимоподдержка в решении проблем и достижении общих целей.

#### Расставание
Заключительная стадия по Такмену включает в себя прекращение функционирования команды и её расформирование, когда все поставленные задачи решены. Завершение сплочённой командной работы может быть своего рода кризисом для членов коллектива из-за возникающих неопределённостей перед новыми задачами.

## Дальнейшее развитие

#### Стенфорд и Роарк
На основе концепции Б. Такмена Г. Стенфорд и А. Роарк на примере ученического класса описали семь стадий образования группы:
- Стадия 1. Характеризуется вопросами о принадлежности и отношению к окружающей среде, формирование представлений о классе и учениках.
- Стадия 2. Характеризуется установлением норм взаимодействия друг с другом.
- Стадия 3. Характеризуется тенденцией к изменению установленных правил учениками. В классе создаются подгруппы, между которыми могут происходить конфликты.
- Стадия 4. Ученики начинают решать некоторые из своих разногласий конструктивными способами.
- Стадия 5. Дальнейшее развитие общего доверительного отношения, проявления лояльности, которое зарождается на предыдущем этапе.
- Стадия 6. Характеризуется тесным взаимодействием друг с другом.
- Стадия 7. Характеризуется высоким уровнем групповой зрелости, сплоченности. Такой класс будет открыт как для конфликта, так и сотрудничества.

#### Тимоти Биггс
Тимоти Биггс предложил добавить дополнительный этап нормирования после формирования и переименовать нормирующую стадию в ре-нормирование. Это дополнение необходимо для того, чтобы отразить, что существует период после стадии формирования, на котором эффективность функционирования команды постепенно улучшается, а вмешательство лидера будет препятствовать тому, чтобы группа продвигалась через стадию конфликта к истинной сплоченности и взаимосвязанности.